# 거수특수 저스피온
《거수특수 쟈스피온》(일본어: 巨獣特捜ジャスピオン 쿄주도쿠소 저스피온[*])은 일본 토에이에서 제작한 메탈 히어로 시리즈의 네번째 작품으로, 1985년 3월 15일부터 1986년 3월 24일까지 TV 아사히에서 방영되었다. 전작인 우주형사 샤이다로 우주형사시리즈가 완결됨으로써 메탈히어로 시리즈의 비우주형사 시리즈로 새로이 독립한 최초의 작품이다. 국내에서는 대영팬더가 무적의 자스피온이라는 이름으로 수입하였다.